# PRR11
PRR11 (англ. Proline rich 11) – білок, який кодується однойменним геном, розташованим у людей на довгому плечі 17-ї хромосоми. Довжина поліпептидного ланцюга білка становить 360 амінокислот, а молекулярна маса — 40 085.
| 10         |  | 20         |  | 30         |  | 40         |  | 50         |
| ---------- |  | ---------- |  | ---------- |  | ---------- |  | ---------- |
| MPKFKQRRRK |  | LKAKAERLFK |  | KKEASHFQSK |  | LITPPPPPPS |  | PERVGISSID |
| ISQSRSWLTS |  | SWNFNFPNIR |  | DAIKLWTNRV |  | WSIYSWCQNC |  | ITQSLEVLKD |
| TIFPSRICHR |  | ELYSVKQQFC |  | ILESKLCKLQ |  | EALKTISESS |  | SCPSCGQTCH |
| MSGKLTNVPA |  | CVLITPGDSK |  | AVLPPTLPQP |  | ASHFPPPPPP |  | PPLPPPPPPL |
| APVLLRKPSL |  | AKALQAGPLK |  | KDGPMQITVK |  | DLLTVKLKKT |  | QSLDEKRKLI |
| PSPKARNPLV |  | TVSDLQHVTL |  | KPNSKVLSTR |  | VTNVLITPGK |  | SQMDLRKLLR |
| KVDVERSPGG |  | TPLTNKENME |  | TGTGLTPVMT |  | QALRRKFQLA |  | HPRSPTPTLP |
| LSTSSFDEQN |  |            |  |            |  |            |  |            |

A: Аланін

C: Цистеїн

D: Аспарагінова кислота

E: Глутамінова кислота

F: Фенілаланін

G: Гліцин

H: Гістидин

I: Ізолейцин

K: Лізин

L: Лейцин

M: Метіонін

N: Аспарагін

P: Пролін

Q: Глутамін

R: Аргінін

S: Серин

T: Треонін

V: Валін

W: Триптофан

Кодований геном білок за функцією належить до фосфопротеїнів. 
Локалізований у цитоплазмі, ядрі.